# Joseph Somers
Joseph Somers (Wommelgem, 29 maggio 1917 – Anversa, 25 maggio 1966) è stato un ciclista su strada belga, professionista dal 1936 al 1950.

## Carriera
Corridore adatto alle corse di un giorno, riuscì in carriera a vincere varie corse, oltre a piazzarsi nei primi dieci in 4 Liegi-Bastogne-Liegi, in un Giro delle Fiandre ed un secondo alla Gand-Wevelgem.

## Palmarès

### Strada
- 1938 (una vittoria)

5ª tappa Tour de l'Ouest
- 1937 (due vittorie)

Bordeaux-Parigi
4ª tappa Giro del Belgio
- 1938 (una vittoria)

4ª tappa Giro del Belgio
- 1939 (sette vittorie)

4ª tappa-A Giro del Belgio
4ª tappa-B Giro del Belgio
5ª tappa Giro del Belgio
Classifica generale Giro del Belgio
6ª tappa Tour de Suisse
7ª tappa Tour de Suisse
1ª tappa Tour de Luxembourg
- 1941 (una vittoria)

Trois villes sœurs
- 1943 (due vittorie)

GP de Belgique
Grand Prix des Nations
- 1944 (una vittoria)

Grand Prix de Wallonie
- 1945 (due vittorie)

1ª tappa Dwars door Vlaanderen
Bruxelles-Saint-Trond
- 1946 (una vittoria)

Classifica generale Tre Giorni delle Fiandre Occidentali
- 1947 (una vittoria)

Bordeaux-Parigi

## Piazzamenti

### Classiche monumento
- Giro delle Fiandre

1941: 9º
1944: 15º
- Liegi-Bastogne-Liegi

1937: 9º
1939: 6º
1943: 6º
1946: 4º